# Никифор Психлудис
Никифор (на гръцки: Νικηφόρος) е гръцки духовник, игумен на патриаршеския ставропигиален солунски манастир Влатадес от 2012 година, аморийски титулярен епископ на Вселенската патриаршия от 2014 година.

## Биография
Роден е в 1958 година в солунското село Кърджалиево (Адендро) под името Константинос Психлудис (Κωνσταντίνος Ψυχλούδης). Учи педагогика, а после богословие в Солунския университет. Става доктор на Богословския факултет на същия университет с докторат в областта на патрологията.
На 26 октомври 1980 година е ръкоположен за дякон от митрополит Дионисий Неаполски и Ставруполски, а за презвитер на 30 юни 1985 година от митрополит Пантелеймон Чорленски и Серентийски. От 1984 година работи като учител в начално училище в ном Солун. В 1985 година се замонашва в манастира Влатадес.
На 30 август 2012 година е назначен за игумен на Валатадес. На 2 февруари 2014 година е ръкоположен в патриаршеския храм „Свети Георги“ в Цариград за титулярен аморийски епископ от митрополит Атанасий Халкидонски в съслужие с митрополитите Апостол Милетски, Теолипт Иконийски, Йоан Лъгадински и Атинагор Кидонийски.